# Tim Van Zandt
Tim Van Zandt (sinh ngày 17 tháng 9 năm 1963) là một y tá, cựu kế toán và cựu chính khách đến từ bang Missouri, Hoa Kỳ. Là một thành viên Đảng Dân chủ, ông đã phục vụ tám năm trong Hạ viện Missouri đại diện cho Thành phố Kansas và trở thành thành viên đồng tính công khai đầu tiên từng được bầu vào Đại hội đồng Missouri.
Sinh ra ở Lexington, Missouri, ông tốt nghiệp Đại học Trung tâm Missouri với bằng cử nhân B.S.E. về Kế toán/Khoa học Chính trị và từ Trường Bloch tại Đại học Missouri–Thành phố Kansas với bằng M.P.A. trong quản lý chăm sóc sức khỏe.  Hiện ông là Phó Chủ tịch phụ trách Chính phủ và Quan hệ Cộng đồng của Hệ thống Y tế Saint Luke.
Ông được bầu vào Hạ viện Missouri năm 1994. Tại một khu vực đáng tin cậy của đảng Dân chủ, ông đã giành chiến thắng trong cuộc bầu cử sơ bộ được tổ chức vào ngày 2 tháng 8 năm 1994 với hơn 80% số phiếu bầu. Sau đó, ông chỉ phải đối mặt với một đối thủ theo Đảng Tự do trong cuộc tổng tuyển cử, giành chiến thắng dễ dàng và nhậm chức vào tháng 1 năm sau. Sau đó, ông được bầu lại vào các năm 1996, 1998 và 2000. giới hạn nhiệm kỳ đã ngăn cản ông tái tranh cử vào năm 2002.
Trong cơ quan lập pháp, Van Zandt chủ trì Ủy ban Giải quyết Thuốc lá tại Nhà và Phó Chủ tịch Ủy ban Hạ viện về Các vấn đề Đô thị, Cách thức và Phương tiện.
Van Zandt từng là đại biểu của các Công ước Quốc gia Đảng Dân chủ vào các năm 1992, 1996 và 2000. Ông phục vụ trong Ủy ban Quy tắc vào năm 1992 và 2000, và Ủy ban Cương lĩnh vào năm 1996.
Một người đồng tính nam công khai, Van Zandt đã thắng cuộc bầu cử với sự hỗ trợ của Quỹ Chiến thắng Đồng tính nam & Đồng tính nữ, quỹ đã chuyển hàng nghìn đô la vào chiến dịch của ông. Trong hai năm 2009–10, có ba thành viên đồng tính công khai của Đại hội đồng Missouri: Thượng nghị sĩ Jolie Justus (D–Kansas City), Ha nghị sĩ Jeanette Mott Oxford (D–St. Louis) và Hạ nghị sĩ Mike Colona (D–St. Louis).